# Pepelegi
Pepelegi is een bestuurslaag in het regentschap Sidoarjo van de provincie Oost-Java, Indonesië. Pepelegi telt 16.059 inwoners (volkstelling 2010).